# Xavier Becerra

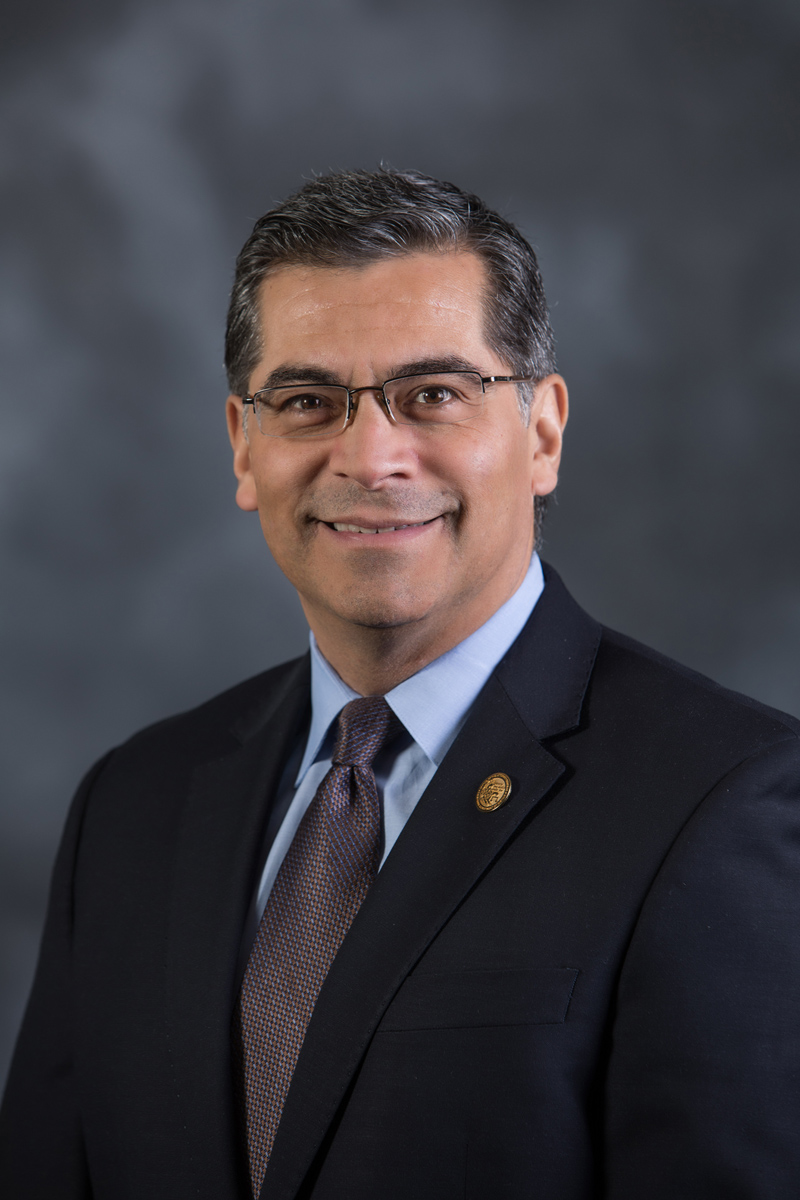
Xavier Becerra (2017)

Xavier Becerra (* 26. Januar 1958 in Sacramento, Kalifornien) ist ein US-amerikanischer Rechtswissenschaftler und Politiker der Demokratischen Partei. Vom 19. März 2021 bis 20. Januar 2025 war Becerra US-Gesundheitsminister.
Zuvor war er von 1993 bis 2017 Abgeordneter seines Heimatbundesstaates Kalifornien im Repräsentantenhaus der Vereinigten Staaten und von 2017 bis 2021 kalifornischer Attorney General.

## Leben
Nach dem Besuch der McClatchy High School in Sacramento studierte er von 1976 bis 1980 zunächst Ökonomie an der Stanford University und schloss dieses Studium mit einem Bachelor of Arts (B.A. Economics) ab. Ein anschließendes postgraduales Studium der Rechtswissenschaften an der Stanford Law School sowie zeitweise an der Universität Salamanca in Spanien beendete er 1984 mit einem Juris Doctor (J.D.). Im Anschluss nahm er nach seiner Zulassung eine Tätigkeit als Rechtsanwalt auf, ehe er 1986 Mitarbeiter im Stab des kalifornischen Staatssenators Arthur Torres wurde. Im Anschluss war er zwischen 1987 und 1990 stellvertretender Generalstaatsanwalt Kaliforniens (Deputy Attorney General).
Xavier Becerra gehört der römisch-katholischen Kirche an.

## Politik
Seine politische Laufbahn begann er 1990 mit der Wahl in das Repräsentantenhaus von Kalifornien (California State Assembly), dem er bis 1992 angehörte.

### Abgeordneter US-Repräsentantenhaus
1992 wurde Becerra dann für die Demokraten zum ersten Mal als Abgeordneter ins US-Repräsentantenhaus gewählt. Nach elf Wiederwahlen konnte er sein Mandat bis zum 24. Januar 2014 ausüben. Während dieser Zeit wechselte auf Grund von Umstrukturierungen mehrfach sein Wahlbezirk. Bis zum Jahr 2003 vertrat er den 30., dann bis 2013 den 31. Distrikt Kaliforniens. Ab 2013 übte er sein Mandat im Kongress für den 34. Kongresswahlbezirk aus. Becerra war von 2009 bis 2013 der Vize-Vorsitzende des House Democratic Caucus, danach stieg er zum Vorsitzenden des House Democratic Caucus auf.

### Generalstaatsanwalt von Kalifornien
Am 1. Dezember 2016 berief Gouverneur Jerry Brown ihn zum neuen Generalstaatsanwalt von Kalifornien. Damit folgte er auf Kamala Harris, die einige Wochen zuvor in den Senat der Vereinigten Staaten gewählt worden war. Am 24. Januar 2017, nach die State Legislature die Nominierung bestätigte, legte Becerra den Amtseid ab und wurde damit der erste Latino im Amt des Attorney General von Kalifornien. Am selben Tag legte er sein Mandat im Kongress nieder. Bei einer Nachwahl im Juni 2017 wurde Jimmy Gomez (D) mit knapp 60 Prozent der Wählerstimmen zu seinem Nachfolger gewählt.
Nach seiner mit 61 % der Wählerstimmen gegen den republikanischer Herausforderer Steven Bailey erfolgten Wiederwahl im Jahre 2017 läuft seine Amtszeit bis Januar 2022.

### US-Gesundheitsminister
Im Dezember 2020 nominierte der gewählte Präsident Joe Biden ihn als US-Gesundheitsminister in seinem künftigen Kabinett. Im März 2021 wurde er vom US-Senat bestätigt und trat sein Amt an.